# 倫敦德里 (新罕布夏州)
倫敦德里（Londonderry, New Hampshire）是美國新罕布夏州的一座城鎮，位在羅京安縣，人口25,826人。倫敦德里在十八世紀初由愛爾蘭移民者建立，名稱來自於北愛爾蘭的德里（Derry，又名倫敦德里）。曼徹斯特-波士頓地區機場位在曼徹斯特與倫敦德里的邊界上。

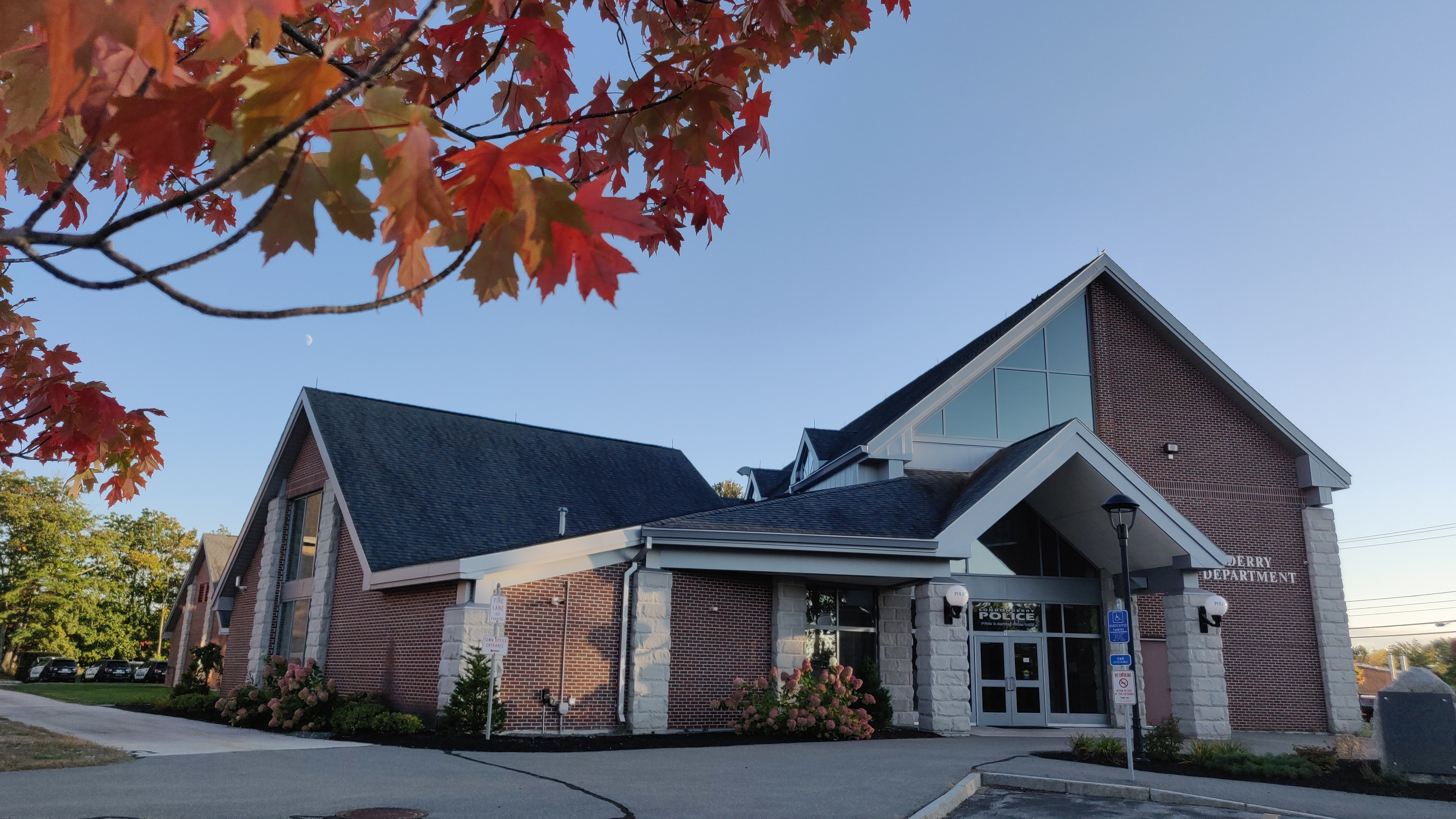
倫敦德里警察局